# Le Roi à Horm-El-Haggar
Vous pouvez partager vos connaissances en l’améliorant (comment ?) selon les recommandations des projets correspondants.
Le Roi à Horm-El-Haggar (Il re a Horm-el-Hagar) est une nouvelle fantastique de Dino Buzzati, publiée en 1958 dans le recueil Sessanta racconti.
La traduction en français de cette nouvelle paraît pour la première fois en France en 1968 dans le recueil Les Sept Messagers. Elle n'est pas présente dans le recueil original italien I sette messaggeri.

## Résumé
Sur un chantier de fouilles en Égypte, lors de la mise au jour du palais de Ménephtah II, le directeur de fouilles, Jean Leclerc, apprend qu'un éminent archéologue du nom de Mandranico doit visiter le chantier, alors qu'il est en train de déchiffrer une stèle expliquant quelque peu la vie de ce pharaon peu connu. Le visiteur s'avère être un roi en exil au Caire. 
Pendant la visite d'une salle encore à moitié ensablée, le roi s'arrête devant une statue de Thot et Leclerc lui explique que les pharaons venaient en personne demander conseil au dieu. Bien que le cortège se soit déjà éloigné, le roi entreprend de converser avec la statue qui lui répond dans un tremblement de terre terrible. Le roi s'en retourne, satisfait de sa visite, jugeant ingénieux le dispositif mis au point ici, cependant que le vieux charme réveillé aura enseveli lors d'une avalanche de sable un des hommes de l'équipe de la fouille.

## Éditions françaises
- In Les Sept Messagers, recueil de vingt nouvelles de Dino Buzzati, traduction de Michel Breitman, Paris, Robert Laffont, coll. « Pavillons », 1968
- In Les Sept Messagers, Paris, UGE, coll. « 10/18. Domaine étranger » no 1519, 1982  (ISBN 2-264-00478-9)